# Contea di Fengjie
La contea di Fengjie (cinese semplificato: 奉节县; mandarino pinyin: Fèngjié Xiàn) è un distretto di Chongqing. Ha una superficie di 4.098,37 km² e una popolazione di 1.041.465 abitanti al 2007.